# Новини Тернопільщини
Новини Тернопільщини (ТеНьюз, TeNews) — українське суспільно-політичне інтернет-видання, засноване у 2014 році.

## Відомості
Засноване тернопільськими журналістами спільно з Тарасом Савчуком у серпні 2014 року.
2015 року видання внесли до списку заборонених у Росії через патріотичну позицію.
У листопаді 2023 року стало одним з перших обласних  онлайн-медіа, яке отримало офіційну реєстрацію від Національної ради України з питань телебачення і радіомовлення. 

## Наповнення
Тематика видання — актуальні щоденні новини: політика, економіка, культура, кримінал. Висвітлює події з життя Тернополя і Тернопільщини, України і світу. На сторінках видання можна переглянути фоторепортажі, відеоматеріали, ознайомитись із змістовною аналітикою, журналістськими розслідуваннями.

## Автори
Серед відомих авторів публікацій — Юрій Винничук, Євген Рибчинський, Віталій Портников, Митрополит Епіфаній, Микола Томенко, Василь Махно, Олег Герман, Олександр Вільчинський, Валентина Семеняк, Раїса Обшарська, Богдан Андрушків, Богдан Скаврон, Валентин Наливайченко, Василь Лабайчук, Віктор Уніят, Євстратій Зоря, Іван Бандурка, Лілія Костишин, Микола Бандрівський, Микола Шот, Олег Снітовський, Павло Жебрівський, Роман Безсмертний, Світлана Мичко та інші.

## Власники
Входить до медіа-холдингу «UaNews media group».